# Amboise (Adelsgeschlecht)

Wappen des Hauses Amboise

Das Haus Amboise ist die Familie der Herren (Sires) von Amboise vom 11. bis zum 15. Jahrhundert.

## Geschichte
Die Familie erwarb die Herrschaft Amboise als Mitgift der Hersende de Buzançais, die Lisois de Bazougers heiratete, Seneschall des Grafen Fulko Nerra von Anjou. Deren Sohn Sulpice d’Amboise übertrug seinen Lehnseid 1050 von Anjou an den Grafen von Blois. Im 12. Jahrhundert war die Stadt unter Hugues I. d’Amboise († 1128), dem Sohn Sulpices, Schauplatz eines brillanten Hofes.
Die Herrschaft Amboise wurde 1434 konfisziert und mit der Krone vereinigt, weil Louis d’Amboise in eine Verschwörung gegen Georges de La Trémoille, einen der Favoriten des Königs, verwickelt war. Einige Jahre zuvor hatten die Amboise die Vizegrafschaft Thouars geerbt, die über Louis’ Töchter an das Haus La Trémoille ging.
Länger Bestand hatte die jüngere Linie in Chaumont-sur-Loire, auch wenn diese ihren Besitz nach der Teilnahme Pierre d’Amboises an der Ligue du Bien public ebenfalls verlor. Dieser Zweig der Familie starb 1525 in seiner ehelichen Linie aus und fällt vor allem durch die große Anzahl von kirchlichen Würdenträgern auf, die ihr entstammen, darunter vor allem der Kardinal Georges d’Amboise, der Minister des Königs Ludwig XII.

## Erste Stammreihe
(jeweils Vater und Sohn bzw. Tochter, sofern nicht anders angegeben)
- Hugues de Lavardin, um 986
- Lisois de Bazougers, 1004/61 Herr von Amboise, 1044 Herr von Chaumont
- Sulpice I d’Amboise, † wohl 1081
- Hugues I., † 1129/30, Sire d’Amboise
- Sulpice II., † 1153, Sire d’Amboise
- Hugues II., † 1190/94, Sire d’Amboise
- Sulpice III., † 1218, Sire d’Amboise; ⚭ vor 1196 Elisabeth von Blois, 1217 Gräfin von Chartres, † 1248
- Hugues III., † vor 1228, 1226 Sire d’Amboise
- Mahaut, † 1256, dessen Schwester, Dame d’Amboise etc, 1250 Gräfin von Chartres;
- ⚭ I 1221 Richard, Vizegraf von Beaumont-sur-Sarthe, 1228 Sire d’Amboise, † 1242
- ⚭ II um 1254 Johann II., 1235 Graf von Soissons, Graf von Chartres, Sire d’Amboise, † 1270/72

## Zweite Stammreihe
(jeweils Vater und Sohn bzw. Tochter, sofern nicht anders angegeben)
- Hugues d’Amboise, † vor 1216, Bruder von Sulpice III.
- Jean I. de Berrie, 1258 Sire d’Amboise, † 1274
- Jean II., †vor 1304, Sire d’Amboise
- Pierre I., † vor 1322, Sire d’Amboise
- Ingelger I., † vor 1373, genannt le Grand Sire d’Amboise; ⚭ I vor 1330 Marie von Flandern, Tochter von Johann von Flandern, Herr von Crévecoeur; ⚭ II vor 1356 Isabeau de Thouars, Gräfin von Dreux und Benon (Haus Thouars)
- Jeanne d’Amboise, Vizegräfin von Châteaudun um 1400, † vor 1403
- Pierre II. d’Amboise, deren Halbbruder, Sire d’Amboise, 1397 Vizegraf von Thouars, Graf von Benon, † 1418/22,
- Ingelger II. d’Amboise, † vor 1410, dessen Bruder
- Louis d’Amboise, † 1469, Vizegraf von Thouars, Graf von Benon,
- Françoise d’Amboise, † 1485, dessen Tochter, ⚭ Peter II. Herzog von Bretagne, † 1459
- Perronelle, † 1453, deren Schwester, ⚭ Guillaume d’Harcourt, Graf von Tancarville
- Marguerite, † 1475, deren Schwester, ⚭ Louis I de La Trémoille, Graf von Guînes, Graf von Benon, Vizegraf von Thouars, † 1483

## Die Herren von Chaumont im 14. und 15. Jahrhundert
(jeweils Vater und Sohn)
- Hugues I d’Amboise, Sire de Chaumont-sur-Loire, † vor 1346, Sohn von Jean II. d’Amboise
- Jean d’Amboise, Herr von Chaumont, † 1346/47
- Hugues II. d’Amboise, Herr von Chaumont, † 1404/06
- Hugues III., d’Amboise, Herr von Chaumont, X 1415
- Pierre d’Amboise, Herr von Chaumont, † 1473

## Die letzten drei Generationen (Auszug)
1. Pierre d’Amboise, Herr von Chaumont, † 1473; ⚭ Anne de Bueil, Tochter von Jean IV. de Bueil, Graf von Sancerre
  1. Charles I. d’Amboise, 1475 Graf von Brienne, † 1481
    1. Charles II. d’Amboise, † 1511
      1. Georges d’Amboise, X 1525
      2. Michel Bâtard d’Amboise, † nach 1548

    2. Louis II. d’Amboise, † 1511, 1501 Bischof von Autun, 1503–1510 Bischof von Albi, 1506 Kardinal
    3. Guy d’Amboise, † vor 1508, Herr von Ravel; ⚭ Francoise Dauphine de l’Espinasse, Dame de Saint-Ilpize et de Combronde, † nach 1510, Tochter von Érard dit Béraud Dauphin de l’Espinasse, Seigneur de Combronde et de Jaligny, und Antoinette de Polignac
      1. Catherine d’Amboise; ⚭ François II. de La Tour Vizegraf von Turenne, † 1534
      2. Antoinette d’Amboise, Dame de Ravel, ⚭ Antoine de La Rochefoucauld, Admiral von Frankreich, † 1537

    4. Marie d’Amboise, † 1519; ⚭ I 1487 Robert II. de Sarrebruck-Commercy, 1497 Graf von Roucy, † 1504 (Maison de Broyes); ⚭ II 1509 Jean VI. de Créquy
    5. Catherine d’Amboise, † 1549, Herrin von Chaumont etc.; ⚭ I Christophe de Tournon; ⚭ II Philibert de Beaujeu; ⚭ III Ludwig von Kleve, Graf von Auxerre, † 1545

  2. Jean d’Amboise, † 1516, Herr von Bussy
    1. Jean d’Amboise, † 1510, 1498–1510 Bischof von Langres
    2. Jacques d’Amboise, X 1515, Herr von Bussy
    3. Georges II. d’Amboise, † 1550, 1511 Erzbischof von Rouen, 1546 Kardinal
    4. Geoffroy d’Amboise, † 1518, 1510 Abt von Cluny
    5. Gentien (oder Gustave) de Bussy d’Amboise (unehelich), † 1576, 1533 Bischof von Tarbes

  3. Hugues d’Amboise, † vor 1502, Nachkommen: die Grafen von Aubijoux, † 1656
  4. Jean I. d’Amboise, † 1498, 1481–1497 Bischof von Langres
  5. Louis I. d’Amboise, † 1503, 1474–1503 Bischof von Albi
  6. Jacques d’Amboise, † 1516, 1485–1510 Abt von Cluny, 1505–1516 Bischof von Clermont
  7. Aimery d’Amboise, † 1512, 1503–1512 Großmeister der Johanniter
  8. Georges d’Amboise, † 1510, 1482–1484 und 1491–1494 Erzbischof von Narbonne, 1484–1491 Bischof von Montauban, 1494–1510 Erzbischof von Rouen, 1498 Kardinal, Staatsminister Ludwigs XII.